# Championnat d'Haïti féminin de football
Le championnat national féminin haïtien est communément appelé "Coupe du Parlement "

## Palmarès
| Saison      | Champion                            |
| ----------- | ----------------------------------- |
| 1988        | Hirondelles (Cayes)                 |
| 1989 à 2000 | inconnu                             |
| 2001        | AS Tigresses (Port-au-Prince)       |
| 2002        | Aigle Brillant (Croix-des-Missions) |
| 2003        | Aigle Brillant (Croix-des-Missions) |
| 2004        | Aigle Brillant (Croix-des-Missions) |
| 2005        | AS Tigresses (Port-au-Prince)       |
| 2006        | AS Tigresses (Port-au-Prince)       |
| 2007        | AS Tigresses (Port-au-Prince)       |
| 2008        | Valentina                           |
| 2009        | Valentina                           |
| 2010-2011   | Valentina                           |
| 2011-2012   | Essentiel                           |
| 2012-2013   | AS Tigresses (Port-au-Prince)       |
| 2013-2014   | AS Tigresses (Port-au-Prince)       |
| 2015        | AS Tigresses (Port-au-Prince)       |
| 2016        | AS Tigresses (Port-au-Prince)       |
| 2017        | AS Tigresses (Port-au-Prince)       |
| 2018        | AS Tigresses (Port-au-Prince)       |
| 2019        | Valentina                           |
| 2020        | Non disputé                         |
| 2021        | Exafoot                             |

## Bilan par clubs
- 10 titres : AS Tigresses (Port-au-Prince)
- 3 titres : Aigle Brillant (Croix-des-Missions), Valentina
- 1 titre : Hirondelles (Cayes), Essentiel ccd, Exafoot (Léogâne)